# Cubaans honkbalteam

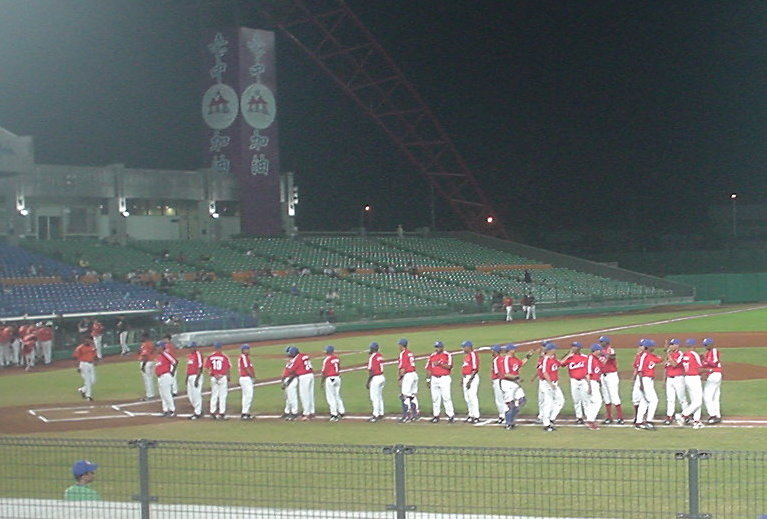
Het Cubaans team na het winnen van een gouden medaille in 2006.

Het Cubaans honkbalteam is het nationale honkbalteam van Cuba. Het team vertegenwoordigt Cuba tijdens internationale wedstrijden. De huidige manager is Higinio Vélez.
Het Cubaans honkbalteam hoort bij de Pan-Amerikaanse Honkbal Confederatie (COPABE). Het is een van de meest succesvolle honkballanden van de wereld, het team is recordhouder met 25 titels op het wereldkampioenschap en drie Olympische titels. 

## Kampioenschappen

### Olympische Spelen
Cuba nam vijf van de vijf keer deel aan de Olympische Spelen en behaalde daarbij drie gouden en twee zilveren medailles.
| Editie    | 1992 | 1996 | 2000   | 2004 | 2008   |
| Prestatie | Goud | Goud | Zilver | Goud | Zilver |

### Wereldkampioenschap honkbal
Cuba nam 31 keer deel aan het wereldkampioenschap honkbal. Ze werden vijfentwintig keer wereldkampioen. 
| Editie    | 1938   | 1939    | 1940 | 1941   | 1942 | 1943 | 1944  | 1945 | 1947 | 1948 | 1950 | 1951  | 1952 | 1953 | 1961 | 1965 | 1969   | 1970   | 1971   | 1972 |
| Prestatie | -      | Goud    | Goud | Zilver | Goud | Goud | Brons | -    | -    | -    | Goud | Brons | Goud | Goud | Goud | -    | Goud   | Goud   | Goud   | Goud |
|           |        |         |      |        |      |      |       |      |      |      |      |       |      |      |      |      |        |        |        |      |
| Editie    | 1973 * | 1973 ** | 1974 | 1976   | 1978 | 1980 | 1982  | 1984 | 1986 | 1988 | 1990 | 1994  | 1998 | 2001 | 2003 | 2005 | 2007   | 2009   | 2011   |      |
| Prestatie | Goud   | -       | -    | Goud   | Goud | Goud | -     | Goud | Goud | Goud | Goud | Goud  | Goud | Goud | Goud | Goud | Zilver | Zilver | Zilver |      |

*  WK in Cuba, ** WK in Nicaragua, - = geen deelname 

### World Baseball Classic
Cuba nam deel aan alle drie edities van de World Baseball Classic. In 2006 werd de finale behaald waarin het van het Japans honkbalteam verloor.
| Editie    | 2006   | 2009 | 2013 | 2017 | 2023 |
| Prestatie | Zilver | 6e   | 5e   | 7e   | 4e   |

### Pan-Amerikaanse Spelen
Cuba nam 17 keer deel aan de Pan-Amerikaanse Spelen, ze behaalden twaalf keer de gouden medaille.
| Editie    | 1951 | 1955 | 1959 | 1963 | 1967   | 1971  | 1975  | 1979 | 1983 | 1987 |
| Prestatie | Goud | -    | 4e   | Goud | Zilver | Goud  | Goud  | Goud | Goud | Goud |
|           |      |      |      |      |        |       |       |      |      |      |
| Editie    | 1991 | 1995 | 1999 | 2003 | 2007   | 2011  | 2015  | 2019 | 2023 |      |
| Prestatie | Goud | Goud | Goud | Goud | Goud   | Brons | Brons | 6e   |      |      |

### Intercontinental Cup
Cuba nam 14 keer deel aan de Intercontinental Cup, ze behaalden elf gouden en drie zilveren medailles.
| Editie    | 1973 | 1975 | 1977 | 1979   | 1981   | 1983 | 1985 | 1987 | 1989 |
| Prestatie | -    | -    | -    | Goud   | Zilver | Goud | Goud | Goud | Goud |
|           |      |      |      |        |        |      |      |      |      |
| Editie    | 1991 | 1993 | 1995 | 1997   | 1999   | 2002 | 2006 | 2010 |      |
| Prestatie | Goud | Goud | Goud | Zilver | Zilver | Goud | Goud | Goud |      |

-  = geen deelname 